# Vladimír Mečiar

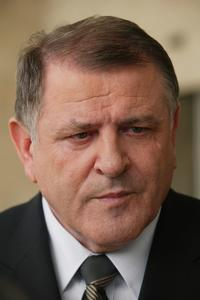
Vladimír Mečiar (2004)

Vladimír Mečiar (* 26. Juli 1942 in Zvolen) ist ein ehemaliger slowakischer Politiker. Von 1990 bis 1991 war er der erste frei gewählte Ministerpräsident der Slowakei, dann erneut 1992 bis 1994 und 1994 bis 1998. Er war langjähriger Vorsitzender der von ihm gegründeten Partei HZDS (1991–2013).
Mečiar wurde 1990 zuerst slowakischer Innenminister und nach den Parlamentswahlen 1990 Ministerpräsident. Als solcher präsentierte er sich als Verteidiger sozialer und nationaler Interessen der Slowaken innerhalb der Tschechoslowakei und hielt während seiner ersten Regierung in Umfragen Beliebtheitswerte von bis zu 90 % der slowakischen Bevölkerung. Während seiner zweiten Regierung verhandelte er gemeinsam mit dem tschechischen Regierungschef Václav Klaus die friedliche Auflösung der Tschechoslowakei, woraufhin die Slowakei 1993 ihre staatliche Unabhängigkeit erlangte.
Gleichzeitig wurde Mečiars Regierungsstil – insbesondere während seiner dritten Regierung 1994 bis 1998 – als autokratisch und nationalistisch kritisiert. Außenpolitisch geriet die Slowakei unter Mečiar zunehmend in Isolation zur EU und den USA. Auch werden mit Mečiars dritter Amtszeit zahlreiche schwerwiegende politische und ökonomische Affären und Skandale verbunden, deren Untersuchung und Aufklärung die von ihm erteilten sogenannten „Mečiar-Amnestien“ (slowakisch: Mečiarove amnestie) lange verhinderten. Erst nach Bestätigung der parlamentarisch beschlossenen Aufhebung des Amnestiegesetzes durch den Verfassungsgerichtshof am 31. Mai 2017 wurde eine Untersuchung der Vorfälle möglich.
Nachdem Mečiar als Oppositionspolitiker 1999 und 2004 bei den Präsidentschaftswahlen in der Stichwahl unterlegen war, gelang ihm von 2006 bis 2010 mit seiner Partei noch einmal eine Regierungsbeteiligung als Juniorpartner in der Regierung Robert Fico I. Bei den Parlamentswahlen 2010 scheiterte seine Partei erstmals an der 5-Prozent-Hürde und verfehlte den Einzug ins Parlament. Nachdem die HZDS auch bei den Parlamentswahlen 2012 den Einzug ins Parlament verpasst hatte, trat Mečiar 2013 als Parteichef zurück.

## Leben und Politik bis 1990
Seine politische Laufbahn begann Mečiar im Kommunistischen Jugendverband, ab 1962 war er Mitglied der Kommunistischen Partei. Nach dem Prager Frühling wurde er 1970 wegen seiner ablehnenden Haltung gegenüber dem Einmarsch der Truppen des Warschauer Paktes aus der Partei ausgeschlossen, konnte aber per Fernstudium Jura studieren und war dann bis 1990 Wirtschaftsjurist.

## Slowakischer Ministerpräsident (1990–1998)

### Parlamentswahlen 1990 und Regierung Mečiar I
An der Samtenen Revolution beteiligte er sich von Anfang an aktiv auf Seiten der Bewegung Verejnosť proti násiliu (Öffentlichkeit gegen Gewalt, VPN). Ab Januar 1990 war er Innenminister der Slowakischen Teilrepublik. Im Sommer 1990 traf er Wiktor Tschernomyrdin, den ersten Vorsitzenden von Gazprom, in der Hohen Tatra. Im Juni 1990 gewann die VPN mit 29,3 % der Stimmen die ersten freien Parlamentswahlen in der Slowakei nach dem Sturz der kommunistischen Diktatur. Daraufhin bildete die VPN eine Koalition mit der christdemokratischen KDH und der Demokratischen Partei. Mečiar wurde der erste frei gewählte Ministerpräsident des slowakischen Teilstaates. Am 5. März 1991 wurde Mečiar während einer Ratssitzung der VPN beschuldigt, eine nationalistische Politik zu betreiben und antitschechische sowie antisemitische Falschmeldungen zu verbreiten. Mečiar verließ daraufhin mit 15 weiteren Ratsmitgliedern die Sitzung und gab die Gründung einer eigenen Partei bekannt, der Bewegung für eine demokratische Slowakei (HZDS), deren Vorsitzender er wurde. Am 23. April 1991 wurde Mečiar vom slowakischen Parlamentsrat als Ministerpräsident abgesetzt und durch den Christdemokraten Ján Čarnogurský ersetzt.

### Parlamentswahlen 1992 und Regierung Mečiar II

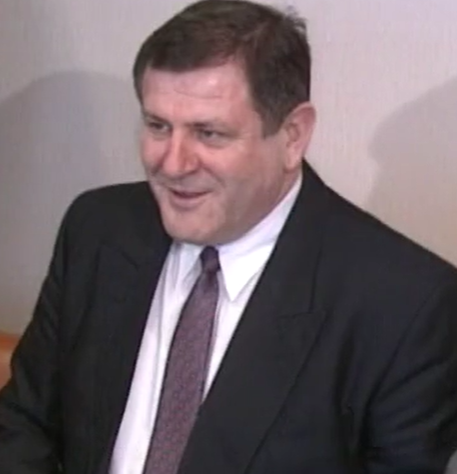
Mečiar als slowakischer Ministerpräsident (1993)

Mit Parolen und Versprechen, die gleichermaßen an den Nationalstolz wie an das soziale Schutzbedürfnis der Wähler appellierten, gewann die HZDS im Juni 1992 die Parlamentswahlen mit 37,3 % der Wählerstimmen und Mečiar wurde erneut slowakischer Ministerpräsident. Laut dem slowakischen Historiker Dušan Kováč veränderte sich die Situation in den tschechisch-slowakischen Beziehungen nach den Wahlen von 1992 grundlegend. Bis dahin hätte bei den Politikern beider Landesteile der Wille zu Kompromissen vorgeherrscht, während nach den Wahlen 1992 Wahlsieger aus machtpolitischen Gründen den gemeinsamen Staat schnellstmöglich auflösen wollten.
Weder die slowakische HZDS noch die im tschechischen Landesteil siegreiche ODS von Václav Klaus hatten eine Auflösung der Tschecho-Slowakei in ihrem Wahlprogramm. Nachdem die Verhandlungen zwischen Mečiar und Klaus über eine gemeinsame tschecho-slowakische Regierung jedoch ergebnislos blieben, verabschiedete das slowakische Parlament am 17. Juli 1992 eine Souverenitätserklärung, die als Grundlage für die spätere Unabhängigkeit der Slowakei gilt. Von den 150 Abgeordneten in Bratislava stimmten 113 für, 24 gegen die Souveränitätserklärung und 10 enthielten sich. Ab 20. Juli verfügte die Tschecho-Slowakei auch über kein Staatsoberhaupt mehr, da der einzige Kandidat für den Posten des tschecho-slowakischen Präsidenten Václav Havel, vor allem wegen des Fehlens slowakischer Stimmen nicht wiedergewählt werden konnte. Ab 1. Oktober 1992 trat bereits die Verfassung der Slowakischen Republik in Kraft und um Mitternacht 1992/1993 teilte sich die Tschechische und Slowakische Föderative Republik in zwei unabhängige Nachfolgerstaaten: die Tschechische Republik und die Slowakische Republik.
Nach der Unabhängigkeit behielt Mečiar das Amt des Ministerpräsidenten bei, zum Staatspräsidenten wurde im Februar der Kandidat der HZDS Michal Kováč gewählt. Nachdem acht Abgeordnete der HZDS aus Protest gegen Methoden des Ministerpräsidenten die Partei verließen, verlor die Mečiar-Regierung ihre Mehrheit im Parlament und begann Koalitionsgespräche mit der Slowakischen Nationalpartei (SNS) zu führen, jedoch gelang erst im Oktober 1993 die Bildung einer Koalitionsregierung. In seiner Neujahrsansprache 1994 kritisierte Staatspräsident Kováč die Mečiar-Regierung wegen ihrer Risikomehrheit und sprach sich für eine breite Koalitionsregierung aus. Dies wurde von der HZDS jedoch vehement abgelehnt. Im März 1994 kritisierte der Staatspräsident Mečiar erneut, woraufhin dieser vom Parlament als Ministerpräsident abgesetzt wurde. Sein Nachfolger wurde Jozef Moravčík, der allerdings nur 9 Monate im Amt war und die Slowakei vor allem auf die Neuwahlen vorbereiten sollte.

### Parlamentswahlen 1994 und Regierung Mečiar III
Die Parlamentswahlen vom November 1994 gewann wieder Mečiars HZDS mit 35 % der Stimmen. Sie bildete eine Koalitionsregierung mit der linkspopulistischen ZRS und der nationalistischen SNS. Diese neue Koalition übernahm die Regierung auf relativ autoritäre Weise, als sie in der Nacht vom 3. auf den 4. November 1994 während der Parlamentssitzung sämtliche Funktionen im Parlament und in den Parlamentsausschüssen sowie auch die Posten des Fernseh- und Rundfunksenders mit eigenen Kandidaten besetzte, womit die wichtigsten öffentlich-rechtlichen Medien von ihr beherrscht wurden. Diese Säuberungsaktion wurde von den oppositionellen Medien später als „Nacht der langen Messer“ (Slowakisch: Noc dlhých nožov) bezeichnet.
Die Regierung Mečiar begann einen harten Kurs zur Festigung ihrer Macht einzuschlagen, wobei zum Ziel der Angriffe der Regierung vor allem der Staatspräsident Michal Kováč wurde, der bereits im März 1994 Mečiars vorherige Regierung kritisiert hatte. Dem Präsidenten wurden mehrere Kompetenzen entzogen, so z. B. das Recht, den Leiter des slowakischen Geheimdienstes SIS (slowakisch: Slovenská informačná služba) zu ernennen, wobei die Regierung immer mehr darauf abzielte, den Präsidenten zum Rücktritt zu bewegen.
Vladimir Mečiar erklärte im Sommer 1994, sein großes Vorbild sei Franz Josef Strauß.
Mečiar wurde auch vorgeworfen, an der Entführung des Sohns von Staatspräsident Michal Kováč vom August 1995 beteiligt gewesen zu sein (was ihm später jedoch nicht nachgewiesen werden konnte). Seiner Partei nahestehende Personen sollen sich bei der Privatisierung bereichert haben. Am 3. Mai 1995 wurde Mečiar vom Komitee zum Schutz von Journalisten auf dem zehnten Rang der weltweit größten „Feinde der Pressefreiheit“ gereiht.
Ein Beitritt der Slowakei zur Europäischen Union und zur NATO erschien in dieser Zeit undenkbar, obwohl sich Mečiar selbst immer bemühte, dies zu erreichen. Außenpolitisch suchte er ein möglichst gutes Verhältnis zu Russland und dessen Präsidenten Boris Jelzin. Im Jahr 1995 wurde ihm wegen „seines herausragenden Beitrags zur Weiterentwicklung der slowakisch-russischen Beziehungen“ der Ehrendoktortitel der Lomonossow-Universität Moskau verliehen. Am 30. Oktober 1995 äußerte sich Mečiar in Moskau sehr positiv über die russische Politik gegenüber der Slowakei, als er konstatierte, dass „Russland der Slowakei nichts verbietet und nichts befiehlt.“ Am 10. November 1995 kritisierte er wiederum in Berlin während eines Europaforums, dass „die EU sich gegenüber der Slowakei in die Rolle eines Demokratielehrers stilisiert, der das Recht hat Verhaltensnoten zu vergeben.“ Der US-amerikanische Investor George Soros bezeichnete Mečiar gemeinsam mit Slobodan Milošević und Leonid Krawtschuk als einen der gefährlichen Nationalisten der Region. Die französische Wochenzeitung „L`Evenement du jeudi“ zählte Mečiar zu einer Gruppe von 18 „demokratischen Diktatoren“, zu der neben ihm auch z. B. Slobodan Milošević, Franjo Tuđman, Alija Izetbegović und Aljaksandr Lukaschenka gezählt wurden.
Auch kam es seit Mečiars Wiederwahl 1994 immer wieder zu Konflikten mit der ungarischen Minderheit. Die Vertreter der slowakischen Ungarn kritisierten die Tatsache, dass die neue Regierung die Förderungsgelder für Minderheiten im Kultur- und Schulbereich verringerte. Auch die Tatsache, dass die nationalistische Slowakische Nationalpartei von Ján Slota Teil der Regierungskoalition war, löste bei den Ungarn Unbehagen aus. In zweisprachigen Schulen der ungarischen Minderheit mussten laut einer Regierungsverordnung die Jahreszeugnisse der Schüler in rein slowakischer Fassung vergeben werden.
Im Jahr 1998 kam es erneut zu einer größeren personellen Säuberungsaktion, nachdem die Amtsperiode des Staatspräsidenten Kováč ausgelaufen war und sich die Parlamentsabgeordneten nicht auf einen neuen Präsidenten einigen konnten. So wurde Mečiar vorläufig ebenfalls mit den Vollmachten des Präsidenten ausgestattet und wechselte sofort die Hälfte aller slowakischen Botschafter im Ausland gegen eigene Kandidaten aus.
Obwohl seine Partei sowohl die Wahl von Oktober 1998 als auch jene von 2002 gewann, gelang es ihm aufgrund seines schlechten Rufs im Ausland nicht, einen Koalitionspartner zu finden, so dass nach beiden Wahlen die ehemalige Opposition unter Mikuláš Dzurinda an die Macht kam.

## Oppositionsführer (1998–2006)

### Präsidentschaftswahlen 1999
Als Oppositionspolitiker kandidierte Mečiar im Mai 1999 für das Amt des Staatspräsidenten, wobei er von der großen Kluft zwischen der slowakischen Regierungshaltung und Volksmeinung zum Kosovokrieg zu profitieren versuchte. Während die Regierung Dzurinda in ihrem Streben, möglichst bald in die NATO aufgenommen zu werden, die Bombardierung Jugoslawiens unterstützte, lehnten 3/4 der slowakischen Bevölkerung diese ab. Mečiar lud im Rahmen seiner Wahlkampagne den jugoslawischen Präsidenten Milošević auch auf eine Jagdexpedition in die Slowakei ein.
Im ersten Wahlgang erreichte Mečiar 27,81 % und kam damit vorerst auf Platz eins, jedoch unterlag er in der Stichwahl mit 42,81 % gegen Rudolf Schuster.

### Verhaftung im Jahr 2000
Am 20. April 2000 wurde Mečiar während einer Razzia in seiner Villa in Trenčianske Teplice von der Polizei festgenommen. Vorgeworfen wurde ihm, er hätte während seiner Amtszeit 1994 bis 1998 Ministern zu Unrecht hohe Bonuszahlungen gewährt. Nach einem kurzen Verhör auf der Polizeiwache wurde Mečiar aber wieder freigelassen sofort von Anhängern bejubelt.

### Präsidentschaftswahlen 2004
Für die Präsidentschaftswahlen 2004 ließ er sich erneut aufstellen und betonte im Wahlkampf immer wieder, er habe sein Verhalten geändert. Im ersten Wahlgang erzielte er am 3. April 2004 entsprechend den Meinungsumfragen ein sehr gutes Ergebnis und landete mit 32,73 % auf dem ersten Platz. In der Stichwahl am 17. April verlor er jedoch mit 40 % gegen 60 % der Stimmen gegen seinen früheren Mitstreiter Ivan Gašparovič.

## Regierungsbeteiligung (2006–2010)
Nach den Parlamentswahlen im Jahr 2006 ging Mečiar eine Koalition mit der SMER-Partei und der Slowakischen Nationalpartei ein und ermöglichte so die Bildung einer Regierung unter Robert Fico (siehe Regierung Robert Fico I). In dieser hatte Mečiars ĽS-HZDS zwei Ministerposten inne. Mečiar selbst erhielt keinen Ministerposten, sondern war Teil eines sogenannten „Koalitionsrates“, dem die Parteivorsitzenden der drei Parteien angehörten. Im Januar 2007 unterzog sich Mečiar in Banská Bystrica einer Herzoperation, die er gut überstand.

## Situation seit 2010
Bei den Parlamentswahlen im Jahr 2010 konnte seine Partei nur 4,32 % der Stimmen auf sich vereinigen und verpasste damit einen Wiedereinzug ins Parlament. Slowakische Zeitungen kommentierten den verfehlten Wiedereinzug der ĽS-HZDS ins Parlament als Ende der Ära Mečiar und Ende des Mečiarismus. Mečiar erklärte jedoch, dass er auch nach der Wahlniederlage in der Politik bleiben werde und sagte für die Parlamentswahlen 2014 einen Sieg seiner Partei voraus. Weiter führte Mečiar an, dass er sich dann eine Koalition mit der SMER von Robert Fico wünsche. Nach dem Sturz der Regierung Iveta Radičová im Oktober 2011 gab Mečiar bekannt, dass er bei den vorgezogenen Parlamentswahlen im März 2012 nicht länger als Spitzenkandidat seiner Partei fungieren werde, jedoch weiterhin Parteivorsitzender bleibe. Am 3. Dezember 2011 erklärte Mečiar, für den Fall, dass seine Partei bei den vorgezogenen Parlamentswahlen im März 2012 nicht den Wiedereinzug ins Parlament schafft, er und die gesamte Führungsspitze der Partei von ihren parteipolitischen Ämtern zurücktreten. Ein Ende seiner Partei als solcher schloss er jedoch aus. Nach dem schlechten Abschneiden (weniger als 1 % der Stimmen) bei der vorgezogenen Parlamentswahl in der Slowakei 2012 gab Mečiar am 26. April 2012 seinen Rücktritt bekannt und  kündigte kurz darauf auch seine Parteimitgliedschaft. Die Partei löste sich im Januar 2014 auf.
Laut einer Umfrage wurde Mečiar im Jahr 2011 in der Slowakei bereits kontroverser beurteilt als der Präsident des ersten slowakischen Staates, Jozef Tiso, der von 1938 bis 1945 einer ultranationalistischen Einparteiendiktatur vorstand.

## Auszeichnungen
- Goldener Maximilian-Hell-Orden der Alexander Dubček Universität Trenčín (2007)
- Ehrendoktor der Lomonossow-Universität Moskau
- Ehrendoktor der Brača-Karić-Universität Belgrad
- Verdienstorden Pro Merito Melitensi (1995)